# Nemesek bástyája (Wawel)

A Nemesek bástyájának helye a Wawelben

A Nemesek bástyája (lengyelül: Baszta Szlachecka na Wawelu) a krakkói Wawel-dombon álló bástya, mely a 14. században épült. Napjainkban restaurálva látható.

## Története
A bástya építésének éve pontosan nem ismert. A Krakkót megszállva tartó osztrák hadsereg hadászati célból a 19. század közepén részben elbontotta, és beépítette a krakkói erőd (Twierdza Kraków) védelmi rendszerébe. Felső részét 1958-ban újjáépítették a mellette álló Tęczyński-bástyával (Baszta Tęczyńska) és Kisasszony-bástyával (Baszta Kobieca) együtt.
Nevét onnan kapta, hogy egykor várbörtön működött a falai között, ahol a nemesi (szlachta) származású elítéltek töltötték a büntetésüket.

## Fordítás
- Ez a szócikk részben vagy egészben a Baszta Szlachecka na Wawelu című lengyel Wikipédia-szócikk ezen változatának fordításán alapul.  Az eredeti cikk szerkesztőit annak laptörténete sorolja fel. Ez a jelzés csupán a megfogalmazás eredetét és a szerzői jogokat jelzi, nem szolgál a cikkben szereplő információk forrásmegjelöléseként.